# 시노자키 데루카즈
시노자키 데루카즈(일본어: 篠﨑 輝和, 1998년 5월 13일~)는 일본의 축구 선수이다.

## 구단 경력
그는 2021년 J3리그의 아술 클라로 누마즈에 입단했다.